# Спутник (Новосибірська область)
Спутник (рос. Спутник) — село у Черепановському районі Новосибірської області Російської Федерації.
Входить до складу муніципального утворення Іскровська сільрада. Населення становить 122 особи (2010).

## Історія
Згідно із законом від 2 червня 2004 року органом місцевого самоврядування є Іскровська сільрада.

## Населення
| 2002 | 2007 | 2010 |
| ---- | ---- | ---- |
| 120  | ↗136 | ↘122 |